# Гадони
Гадо̀ни (на италиански: Gadoni; на сардински: Gadònu, Гадону) е село и община в Южна Италия, провинция Нуоро, автономен регион и остров Сардиния. Разположено е на 696 m надморска височина. Населението на общината е 897 души (към 2010 г.).